# Running Wild
Running Wild je jedna z několika německých power metalových hudebních skupin, které začaly působit v první polovině osmdesátých let dvacátého století (jako např. Helloween, Rage, Blind Guardian, Grave Digger atd.). Running Wild se stal známý mj. pirátskou tematikou svých písní, která se datuje od vydání alba Under Jolly Roger v roce 1987.
Jsou považováni za jednu z takzvaných „velkých čtyřek“ power metalu v Německu spolu s Grave Diggerem, Ragem a Helloweenem.

## Původ jména skupiny
Název skupiny je podle stejnojmenné písně od heavymetalové skupiny Judas Priest z alba Killing Machine.

## Historie

### Začátky, demo a první alba (1976-1985)
V roce 1976 založil teenager Rolf "Rock 'n' Rolf" Kasparek s kytaristou Uwem Bendigem, bubeníkem Michaelem Hoffmannem a basákem Jörgem Schwarzem kapelu nazvanou Granite Hearts, která hrála pro zábavu. V roce 1979 změnili svůj název na Running Wild. Rolf a Uwe zvážněli nad větším věnování hudby, ale následně odešli Hoffmann a Schwarz.
Skupina v roce 1981 nahrála demo s písněmi “Hallow the Hell“, “War Child“ a “King of the Midnight Fire“, která se objevila na kompilaci „Debüt №1“ na Raubbau Label. V roce 1982 odešel i Bendig a byl nahrazen  Geraldem "Preacher" Warneckem. V říjnu 1984 vyšlo debutové album Gates of Purgatory, které vyšlo přes Noise Records a obsahovalo satanské texty ve speedmetalovém stylu. Album se ukázalo jako úspěšné a kapela si rychle získala kultovní přívržence. Warnecke opustil kapelu brzy po vydání alba, aby se věnoval studiu teologie a nakonec se stal pastorem.
V roce 1985 vyšlo druhé album Branded and Exiled, které se ukázalo být konečným vydáním kapely se satanskými obrazy v jejich hudbě.

### Změna image a stylu,Under Jolly Roger(1986-1988)
Rolf chtěl změnu image a stylu skupiny kvůli mylnému vzhledu kapely, že jsou satanisté nebo uctívači ďábla, dokonce snad blackmetalová skupina. Rolf uvedl, že používali satana jen jako nějakého rebela. Nikdy jsme neměli na mysli žádné náboženské věci. Nebyli jsme žádná death nebo blackmetalová kapela. Hráli jsme klasický heavy metal ve stylu Iron Maiden nebo Judas Priest, proto jsme změnili image na pirátské téma.
Running Wild vydal v dubnu 1987 třetí album Under Jolly Roger, které se ukázalo jako významná změna, protože skupina byla více známá jako "pirátská metalová kapela", s texty zabývajícími se piráty a historickými událostmi. Od tohoto alba skupina našla svou identitu byla zařazena mezi „velkou čtyřku“ power metalu a téma pirátů se stalo prominentní na jejich budoucích vydáních
V září 1988 skupina vydala čtvrté album Port Royal, které obsahuje více pirátských témat než předchozí album například 8minutový song "Calico Jack", který je o anglickém kapitánovi pirátů. Jedná se o první album skupiny, které se umístilo v hudebním žebříčku ve Finsku se umístilo na 36. místě.

### Death or GloryaBlazon Stone(1989-1991)
Skupina v listopadu 1989 páté album nazvané Death or Glory, jež se ukázalo dosud nejúspěšnějším albem kapely. Album se umístilo v německém žebříčku na 45. místě a turné k albu bylo velice úspěšné. Po turné skupinu opustili kytarista Majk Moti a bubeník Ian Finlay údajně kvůli rvačce mezi nimi.
Do kapely přišel nový kytarista Axel Morgan a bubeník Rudiger „AC“ Dreffein, aby nahráli další album kapely po dvou letech. Running Wild vydal v dubnu 1991 šesté album Blazon Stone, které se umístilo ve švýcarském žebříčku na 16. místě, v německém žebříčku na 22. místě a finském žebříčku na 26. místě. Podle Rolfa se jedná o nejprodávanější album kapely v 90. letech. Album se ukázalo být mírným posunem v jejich celkovém zvuku, zatímco skupina přinesla více rychlostní metalový přístup k jejich písním a získalo velmi pozitivní kritiky. Po turné k albu kapelu opustil Dreffein a po dlouhé době i Becker.

### Pile of SkullsaBlack Hand Inn(1992-1994)
Během roku 1992 Running Wild podepsali smlouvu s vydavatelstvím Electrola, a do kapely přišel basista Thomas Smuszynski a bubeník Stefan Schwarzmann. V říjnu 1992 skupina vydala sedmé album Pile of Skulls, které bylo mnohými považováno za jeden z nejsilnějších počinů kapely a získalo velice pozitivní kritiky. Obsahuje 11minutový pirátský epos "Treasure Island" podle dobrodružného románu Ostrov pokladů. V německém žebříčku se umístilo na 54. místě. Po turné na podporu alba kapelu opustil Morgan a Schwarzmann, který se později připojil k Accept. Ke skupině se připojili nový bubeník Jörg Michael a kytarista Thilo Hermann.
Running Wild vydal v březnu 1994 osmé album Black Hand Inn, které se umístilo ve švýcarském žebříčku na 50. místě a v německém žebříčku na 54. místě. Rolf se během nahrávání začal zajímat o konspirační teorie a to se stalo základem tohoto alba. Jedná se o první koncepční album skupiny o vzkříšeném muži na pozadí pirátství, který předvídá Armageddon.

### Masquerade,The RivalryaVictory(1995-2000)
Skupina se vrátila k Noise Records a Rolf se rozhodl vydat s novou sestavou trilogii alb na téma dobro versus zlo. V březnu 1995 vydali deváté album a první z trilogie s názvem Masquerade, které se umístilo v německém žebříčku na 54. místě a získalo pozitivní recenzi. Během roku 1997 kapela podepsala smlouvu s vydavatelstvím GUN Records pod kterým vydali další album. Running Wild vydal v únoru 1995 desáté album a druhé z trilogie nazvané The Rivalry, které se překvapivě umístilo v německém žebříčku na 19. místě, což je nejvyšší umístění skupiny. Album získalo smíšenou recenzi. Mezitím skupinu opustil Michael a nahradil ho Angelo Sasso. V lednu 2000 vydali jedenácté album, třetí a poslední z trilogie s názvem Victory, které se umístilo v německém žebříčku na 26. místě a ve švédském žebříčku na 52. místě.

### The BrootherhoodaRogues ve Vogue(2001-2008)
Running Wild začátkem roku 2001 dokončili turné a po dlouhé době odešel z kapely baskytarista Smuszynski a kytarista Hermann. Od července 2001 začali nahrávat nové album s novým basistou Peterem Pichlem a Rolf všechny kytarové party nahrál sám. V únoru 2002 vydali dvanácté album The Brootherhood, které se umístilo v německém žebříčku na 23. místě a získalo pozitivní kritiku. Po vydání alba odešel bubeník Sasso a přišli nový členové bubeník Mattias Liebetruth a hostující kytarista Bernd Aufermann. V listopadu 2002 kapela vydala živé album Live z koncertu v Osnabrück.
Během roku 2004 se rozhodli nahrát další album. V únoru 2005 Running Wild vydali třinácté album Rogues en Vogue, které se umístilo v německém žebříčku na 39. místě a ve švédském žebříčku na 49. místě. Po vydání alba se připojil nový kytarista Peter "PJ" Jordan. Do roku 2008 pouze koncertovaly.

### Rozpuštění skupiny a poslední koncert (2009-2011)
17. dubna 2009 Rolf oznámil, že Running Wild ukončí činnost. Po tomto oznámení odešel Peter Pichl a nahradil ho Jan S. Eckert. Jejich poslední vystoupení proběhlo 30. července 2009 na Wacken Open Air. Bylo zaznamenáno a pak vydáno v červnu 2011 na CD a DVD pod názvem The Final Jolly Roger. Rolf založil vedlejší rockový projekt Toxic Taste, kde mohl hrát jiný styl.

### Shledání kapely aShadowmaker(2011-2012)
V říjnu roku 2011 se skupina dává znovu dohromady a v dubnu roku 2012 vydává nové studiové album nazvané Shadowmaker přes vydavatelství Steamhammer Records/SPV. Obsahuje deset nových songů a je to první studiové album od roku 2005. V německém žebříčku se uchytilo na 12. místě, což je nejlepší umístění od alba The Rivalry. Objevilo se také ve švédském žebříčku na 43. místě a poprvé v rakouském žebříčku na 63. místě. Rolf uvedl o albu: "Pro mě je Shadowmaker velmi speciální album, protože tam nebyl žádný tlak, časový ani jiný. Cítím, že je jasně slyšitelné, že tento uvolněný přístup mi pomohl napsat jednu z nejsilnějších nahrávek Running Wild všech dob." Album mělo smíšenou až pozitivní kritiku.

### Resilient, Rapid ForayaBlood on Blood(2013-2023)
Running Wild vydal v říjnu 2013 patnácté album Resilient, které popsal album jako slyšitelně tvrdší a kompaktnější než předchozí album Shadowmaker. Album se umístilo na 25. místě v německém žebříčku a na 54. místě ve švédském žebříčku.
Skupina v srpnu 2016 vydala další album nazvané Rapid Foray, které se vrátilo více k pirátskému tématu a ukázalo se jako úspěšné mezi recenzemi.  Album se umístilo v německém žebříčku na 2. místě, což je nejvyšší umístění skupiny. Uchytilo se také ve švýcarském žebříčku na 30. místě, v rakouském žebříčku na 35. místě, ve švédském žebříčku na 43. místě a v belgickém žebříčku na 166. místě. Album nahráli jako trio Rolf měl na starosti zpěv, kytary a baskytaru. Jordan se postaral o další kytary a nový bubeník Michael Wolpers hrál na bicí. Na albu je uveden také Ole Hempelmann, ale vůbec nenahrál žádné basové party.
V říjnu 2021 vyšlo sedmnácté album Blood on Blood, které se umístilo v německém žebříčku na 8. místě, ve švýcarském žebříčku na 18. místě a v rakouském žebříčku na 27. místě. Album získalo pozitivní kritiku a druhý singl z alba "Diamonds and Pearls" byla zvolena Loudwire jako 31. nejlepší metalová píseň roku 2021. Album obsahuje rockovou baladu "One Night One Day" a další 10minutový epos "The Iron Times (1618-1648)", která je o třicetileté válce. Skupina do roku 2023 koncertovala po festivalech.

### Připravované album (2024-2025)
Rolf v červnu 2024 prozradil, že Running Wild pracuje na novém albu a jeho vydání je naplánované na začátek roku 2025.

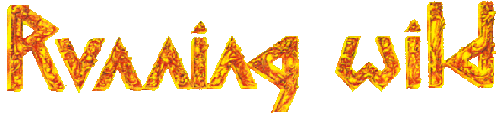
Logo skupiny

### Poslední turné Running Wild (2025-současnost)
Německý festival Wacken Open Air oznámil, že Running Wild bude hrát na festivalu v roce 2026. Bubeník kapely Michael Wolpers prozradil na svém Facebooku, že se jedná o poslední show samotné skupiny. Tato oznámení potvrdila i vydavatelství skupiny Steamhammer Records.

## Členové

### Nynější členové
- Rolf "Rock 'n' Rolf" Kasparek - zpěv, kytary (1976–2009, 2011-dosud)
- Peter "PJ" Jordan - kytary, doprovodný zpěv (2004–2009, 2011-dosud)
- Michael Wolpers - bicí (2015-dosud)
- Ole Hempelmann - baskytara, doprovodný zpěv (2015-dosud)

### Bývalí členové
kytara
- Uwe Bendig (1976-1982)
- Gerard Warnecke (1982-1985)
- Majk Moti (1985-1990) (zemřel 2023)
- Axel Morgan (1990-1993)
- Thilo Herman (1994-2001)
- Bernard Aufermann (2002-2004)

baskytara
- Jörg Schwarz (1976)
- Carsten David (1976-1979)
- Matthias Kaufmann (1980–83)
- Stephan Boriss (1984-1987)
- Jens Becker (1987-1992)
- Thomas Smuszynski (1992-2002)
- Peter Pichl (2002-2009)
- Jan S. Eckert (2009)

bicí
- Michael Hoffmann (1976-1982)
- Wolfgang Hagemann (1982–1987)
- Stefan Schwarzmann (1987–1988, 1992–1993)
- Ian Finlay (1988-1990)
- Jorg Michael (1990, 1994-1998)
- Rudiger Dreffein (1990-1992)
- Christos Efthimiadis (1998–1999, 2001)
- Angelo Sasso  (2000–2002, zemřel 2007)
- Matthias Liebetruth (2002–09)

## Diskografie

### Studiové nahrávky
- Gates to Purgatory (1984)
- Branded and Exiled (1985)
- Under Jolly Roger (1987)
- Port Royal (1988)
- Death or Glory (1989)
- Blazon Stone (1991)
- Pile of Skulls (1992)
- Black Hand Inn (1994)
- Masquerade (1995)
- The Rivalry (1998)
- Victory (2000)
- The Brotherhood (2002)
- Rogues en Vogue (2005)
- Shadowmaker (2012)
- Resilient (2013)
- Rapid Foray (2016)
- Blood on Blood (2021)

### Živé nahrávky
- Ready for Boarding (1988)
- Death or Glory (1989) Live-Dusseldorf
- Live (2002)
- Live at W:O:A 2009 (2009)

### Kompilace
- The First Years of Piracy (1991)
- The Story Of Jolly Roger (1998)
- 20 Years in History (2003)
- Best of Adrian (2006)

### Singly
- Victim Of States Power (1984)
- Bad To The Bone (1989)
- Wild Animal (1990)
- Little Big Horn (1991)
- Lead Or Gold (1992)
- The Privateer (1994)
- Crossing the Blades (2019)